# Vernonia peralta
Vernonia peralta là một loài thực vật có hoa trong họ Cúc. Loài này được Daniels miêu tả khoa học đầu tiên năm 1907.